# Pochód azowski
Pochód azowski (1695–1696) – atak wojsk i floty rosyjskiej, wraz z kozactwem naddnieprzańskim na Azow oraz tereny w dolnym biegu Dniepru w czasie wojny rosyjsko-tureckiej (1686–1700). Następstwem pochodu było zdobycie przez cara Piotra I fortecy Azow i ujścia rzeki Don.

## I pochód
Pierwsza wyprawa rozpoczęła się na wiosnę 1695. Na Azow ruszyła armia rosyjska (31 tysięcy ludzi, 170 armat). Jednocześnie z Naddnieprza ruszyła armia w sile 120 tysięcy kozaków na czele z hetmanem Iwanem Mazepą przy współudziale małego oddziału moskiewskiego Borysa Szeremietiewa, którzy w lipcu zdobyli kilka małych twierdz turecko-tatarskich (Kyzykermen, Tawań i inne). Po osiągnięciu ujścia Donu wojska rosyjskie rozpoczęły oblężenie twierdzy azowskiej. Szturmy w dniach 15 sierpnia (5 sierpnia według ówczesnego kalendarza rosyjskiego) i 5 października (25 września) doprowadziły jednak do bardzo poważnych strat i w listopadzie 1695 wojska rosyjskie odstąpiły.

## II pochód
W końcu roku 1695 rozpoczęto przygotowania do drugiego pochodu na Azow. Zbudowano prawie 30 statków wojennych. W kwietniu 1696 wojska moskiewskie (75 tysięcy ludzi) wyruszyły w stronę Azowa pieszo i na statkach. W końcu kwietnia z Ukrainy wyruszył korpus kozacki (15 tysięcy ludzi) na czele z pułkownikiem czernihowskim Jakiwem Łyzohubem. Druga część wojsk rosyjskich wraz z armią kozacką (70 tysięcy ludzi) ruszyła z dolnego biegu Dniepru. W czerwcu 1696 Azow został otoczony z lądu i zablokowany z morza przez flotę rosyjską. Po zaciekłym szturmie wojsk kozackich w dniach 27–29 lipca 1696 forteca skapitulowała.

## Rezultat
Traktat pokojowy między Rosją a Turcją zawarty w lipcu 1700 w Konstantynopolu oddawał Azow Rosjanom, ale już w lipcu 1711 car Piotr I musiał oddać twierdzę Turkom w wyniku traktatu pruckiego. Ostatecznie Azow został włączony do Imperium Rosyjskiego w 1739 w wyniku traktatu belgradzkiego jako miasto zdemilitaryzowane, zaś prawo jego fortyfikacji Rosja uzyskała w 1774, w traktacie w Küczük Kajnardży.